# Consoles de jogos eletrônicos de segunda geração
Na história dos consoles de videogame, a segunda geração compreende os consoles lançados entre os anos de 1976 e 1984, dentre os quais destacam-se o Atari 2600 e o Magnavox Odyssey². Essa segunda geração tinha aparelhos com processadores de 4 e 8-bit. Alguns destaques que diferenciam esta geração da anterior:
- Lógica de jogo baseada no microprocessador,
- Inteligência artificial em oponentes controlados por computador, permitindo obstáculos para um jogador solitário,
- Cartucho eletrônico para armazenar dados de jogos, permitindo jogos diferentes em um só cartucho,
- O campo de jogo pode conter mais de uma tela, fazendo o jogador a explorar outras áreas,
- Sprites aparentam ser simples e constituídas de blocos,
- A tela de todo o jogo é sempre dimensionada a 160x192 píxeis, contendo um paleta de 2 cores (1-bit) a 16 cores (4-bits),
- A maioria dos consoles da geração contém até três canais independente de som,
- Ausência de conteúdos da terceira geração como: gráficos em tiles com deslocamento, o uso dos controladores D-Pad, mais de 16 cores na tela

## História
O sucesso da Atari leva várias empresas a lançar consoles, mas somente a Coleco (abreviação de Connecticut Leather Company) consegue aprontar tudo para o Dia dos Pais. O videogame Telstar Pong usava tecnologia similar às das máquinas de então. 
Enquanto isso, a Fairchild Camera & Instrument dá outro passo importante lançando o Fairchild Channel F, o primeiro videogame programável. Congelar o jogo, alterar o tempo e a velocidade passa a ser possível com Fairchild Channel F. O joystick era bem interessante: o botão ficava na ponta do manche e podia ser rotacionado. Assim, Pong ganhava inclinação na "raquete" e podia rebater a bolinha em vários ângulos.
Nessa época, surgem as primeiras críticas aos jogos eletrônicos violentos. Death Race, da Exidy Games, foi o precursor de Carmaggedon. Sair atropelando tudo o que viesse pela frente era o objetivo do jogo. Death Race serviu ainda de inspiração para a criação de outro jogo recente, Interstate 76.
Com o mercado em crescimento, Bushnell vende a Atari para a Warner Communications, pois não vê outra maneira de mantê-la competitiva.
A ascensão do mercado eventualmente entrou em colapso com o Crache norte-americano dos jogos eletrônicos de 1983, em que um excesso de consoles, jogos de má qualidade e a alternativa mais atrativa de comprar o computador pessoal quase destruiu a indústria.

## Galeria

### Consoles de mesa
- Fairchild Channel F (1976)
- Atari 2600 (1977)
- Bally Astrocade (1977)
- Magnavox Odyssey² (1978)
- Intellivision (1980)
- Arcadia 2001 (1982)
- ColecoVision (1982)
- Atari 5200 (1982)
- Vectrex (1982)

### Consoles portáteis
- Microvision (1979)
- Game & Watch (1980)
- Entex Select-A-Game (1981)
- Epoch Game Pocket Computer (1984)